# Paul-Georges Ntep
Paul-Georges Ntep de Madiba (Douala, 29 de julho de 1992) é um futebolista profissional camaronês que atua como meia.

## Carreira
Paul-Georges Ntep começou a carreira no AJ Auxerre.